# Casolari con il tetto di paglia a Cordeville
Casolari con il tetto di paglia a Cordeville è un dipinto a olio su tela (72x91 cm) realizzato nel 1890 dal pittore Vincent van Gogh.
È conservato nel Musée d'Orsay di Parigi.
Camille Pissarro suggerì all'amico di trasferirsi ad Auvers-sur-Oise, un villaggio poco lontano da Parigi, per riprendersi dopo l'esperienza in manicomio. Questo è il primo dipinto eseguito dopo il ricovero.
Si nota un uso particolare dei colori freddi come i verdi, gli azzurri ed il viola: i colori caldi caratteristici delle opere precedenti sono scomparsi. Gli alberi e l'erba sembrano mossi da un forte vento e le nuvole ricordano quelle della Notte stellata.